# Stephen King
Stephen Edwin King (pronunciación: /ˈstiːvən ˈɛdwɪn ˈkɪŋ/) (Portland, Maine, 21 de septiembre de 1947), también conocido por su pseudónimo Richard Bachman, es un escritor estadounidense de novelas de terror, ficción sobrenatural, misterio, ciencia ficción y literatura fantástica. Sus libros han vendido más de 500 millones de ejemplares,y en su mayoría han sido adaptados al cine y a la televisión. Ha publicado 65 novelas, once colecciones de relatos y novelas cortas, y siete libros de no ficción, además de un guion cinematográfico, entre otras obras.
Desdeñado por críticos y académicos literarios por ser considerado un autor «comercial»,su obra ha generado mayor atención desde la década de 1990, aunque algunos de esos círculos continúan rechazando sus libros.Es criticado regularmente por su estilo presuntamente «no literario» y por la excesiva extensión de algunas de sus novelas.Por el contrario, su sentido de la narración, sus personajes animados y coloridos y su capacidad para jugar con los temores de los lectores han sido objeto de elogios. Si bien en varias de sus historias utiliza el recurso del terror, también aborda de manera regular temas como la infancia, el racismo y la guerra, brindando un retrato social muy realista de los Estados Unidos.
Su novela corta «Rita Hayworth y la redención de Shawshank» fue la base para la película de Frank Darabont The Shawshank Redemption, la mejor calificada de IMDby votada por la revista Empire como la mejor de la historia en su encuesta The 201 Greatest Movies of All Time en marzo de 2006.Otras adaptaciones cinematográficas de sus obras que han logrado éxito comercial y de crítica son Carrie, dirigida por Brian De Palma en 1976; El resplandor, dirigida por Stanley Kubrick en 1980; Cuenta conmigo y Misery, dirigidas por Rob Reiner en 1986 y 1990, ganadora la última de un Premio Óscar y un Globo de Oro gracias al desempeño de Kathy Bates como actriz principal;y, de nuevo con Frank Darabont, La milla verde (1999); y La niebla (2007). 
El propio King ha incursionado ocasionalmente como guionista, productor y actor en algunas series de televisión y películas, y también dirigió el largometraje Maximum Overdrive.
King ha ganado numerosos premios literarios, incluyendo el Premio Bram Stoker en trece ocasiones, el Premio British Fantasy siete veces, los Premios Locus en cinco oportunidades, el Premio Mundial de Fantasía cuatro veces, el Premio Edgar en dos ocasiones y los premios Hugo y O. Henry en una oportunidad.Al ser nativo de Maine, muchas de sus historias se desarrollan en ese estado. También es frecuente su uso de ciudades ficticias ubicadas en Maine, como Castle Rock, Jerusalem's Lot y Derry. 
Es esposo de la escritora y activista Tabitha King desde 1971, con la que tiene tres hijos: Naomi Rachel (1970), Joe (1972) y Owen (1977).

## Biografía

### Primeros años

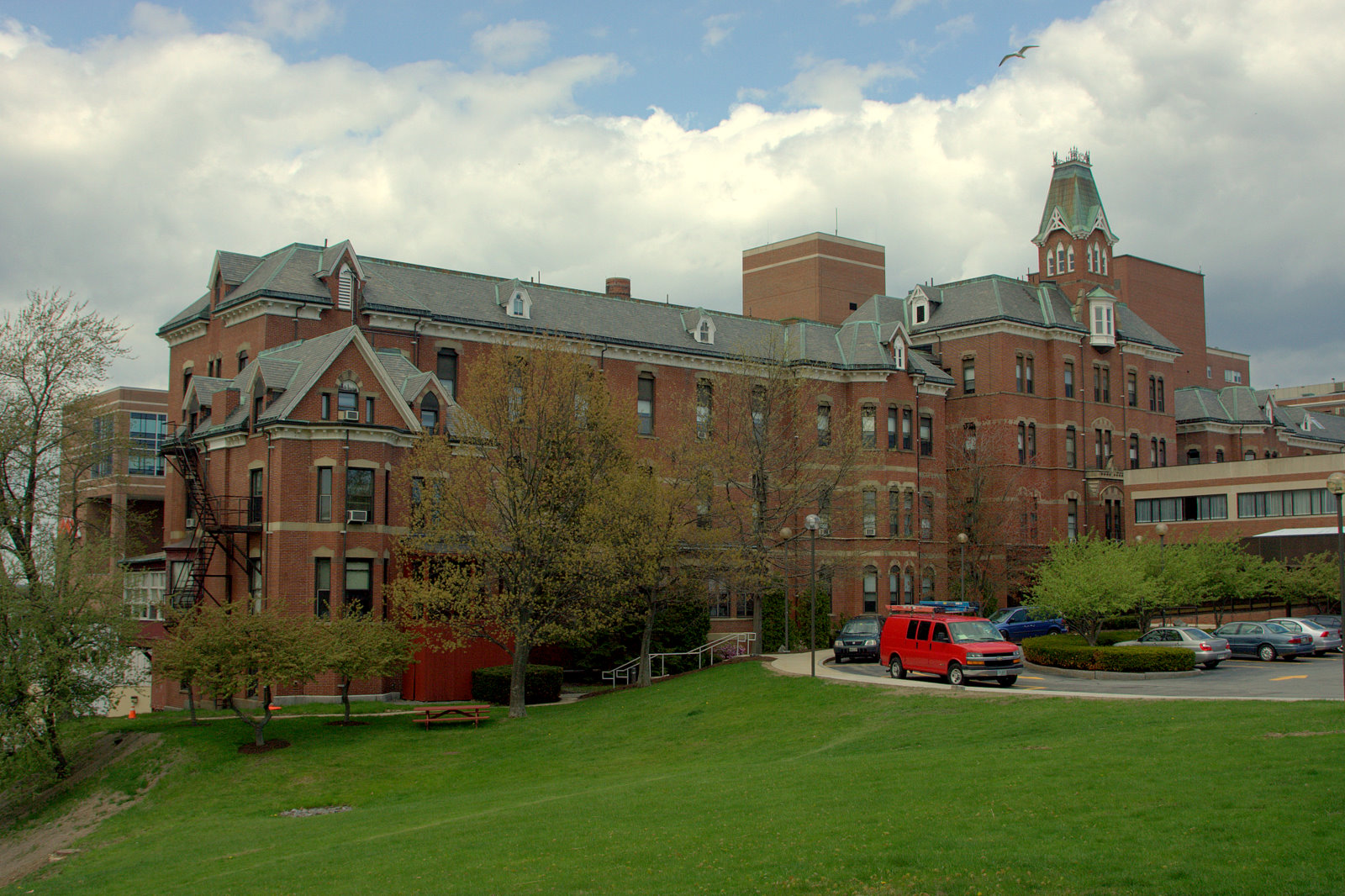
Hospital General de Maine en Portland, lugar de nacimiento de Stephen King.

Stephen King nació en Portland (Maine), segundo hijo de Donald King y Nellie Ruth Pillsbury. Cuando King tenía dos años de edad, su padre abandonó a la familia. Su madre lo crio junto a su hermano mayor David por su cuenta, algunas veces bajo grandes problemas financieros. Tras vivir en Fort Wayne (Indiana) y Stratford (Connecticut), la familia se mudó a Durham, pueblo natal de Ruth. King estudió en la Escuela Primaria de Durham y luego en la Secundaria de Lisbon Falls.
Cuando era niño, King presenció un horrible accidente: uno de sus amigos quedó atrapado en unos rieles y fue arrollado por un tren. Aunque este hecho podría haber inspirado las oscuras creaciones de King, el mismo escritor ha descartado la idea.
Empezó a escribir desde una temprana edad, mientras se basaba en películas vistas recientemente e historietas. Mientras estaba en el colegio comenzó a vender cuentos a sus compañeros, los cuales eran copiados con la misma máquina que su hermano utilizaba para publicar su periódico llamado Dave's Rag. Sin embargo, la actividad no fue bien vista por sus profesores, quienes lo obligaron a devolver el dinero ganado.

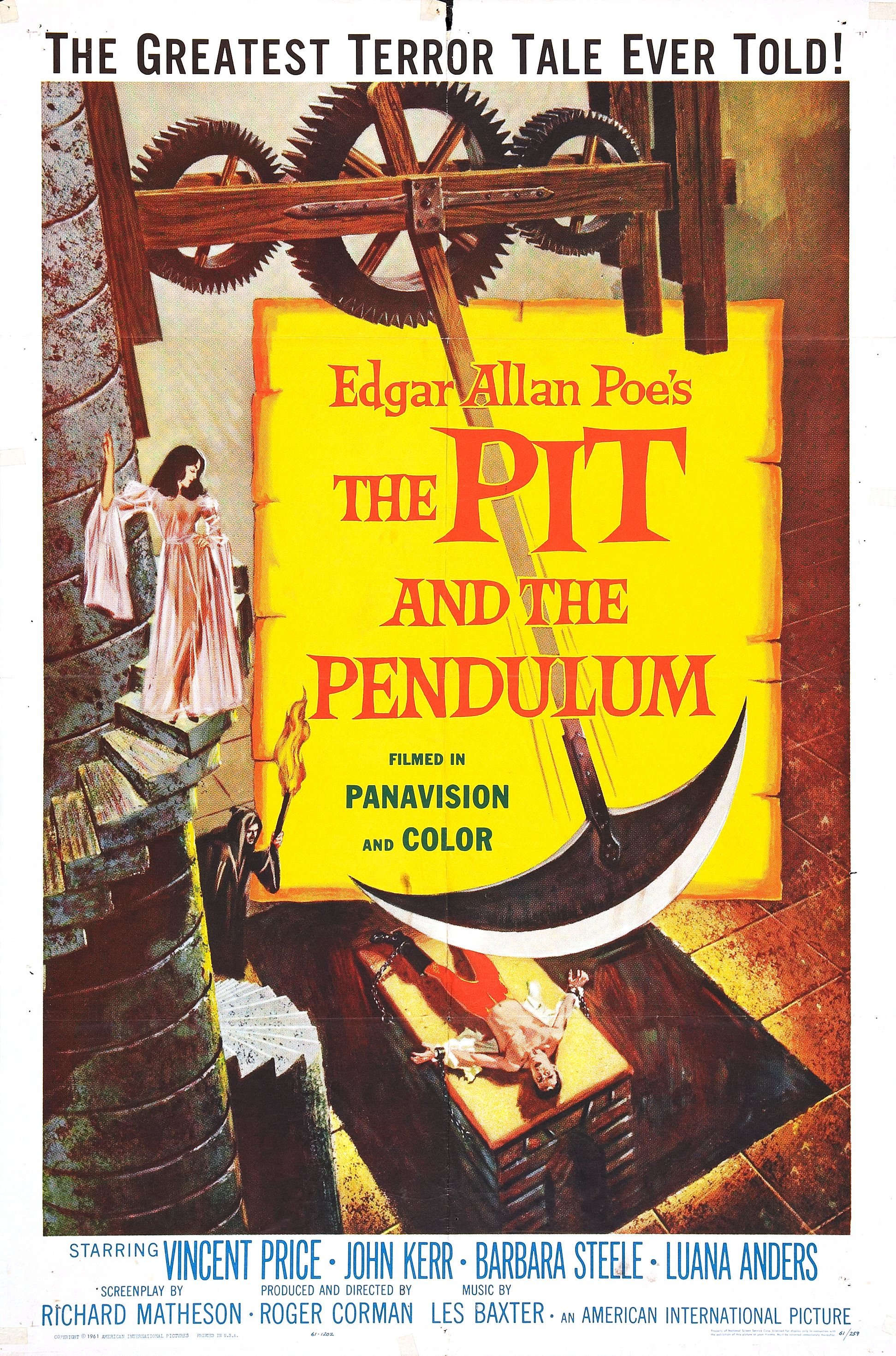
La película The Pit and the Pendulum de 1961 causó una gran impresión en un joven Stephen King.

Aproximadamente a los trece años de edad, descubrió en la casa de su tía una vieja caja con libros de su padre, la mayoría de terror y ciencia ficción. Entre estos libros se encontraba The Lurking Fear de H.P. Lovecraft, quien a la postre se convertiría en una de sus principales influencias. La película The Pit and the Pendulum de 1961, basada en el cuento homónimo de Edgar Allan Poe, causó una gran impresión en el joven King. Desde entonces comenzó a enviar sus trabajos a diferentes revistas, sin recibir una respuesta positiva. Su primer relato publicado fue incluido en la revista Comics Review de Mike Garrett en 1965. El título original era I Was a Teenage Grave Robber, pero fue cambiado por el editor a In a Half-World of Terror.
Entre 1966 y 1971 estudió inglés en la Universidad de Maine, en Orono, con grandes penurias económicas a causa de la pobreza de su madre, y escribió una columna titulada King's Garbage Truck en su revista. King conoció a su futura esposa, la escritora Tabitha King, en la biblioteca de la universidad y se casaron en 1971. El escritor realizó trabajos de media jornada para poder pagar sus estudios, incluso en una lavandería. Utilizó la experiencia vivida para escribir las historias de La trituradora (The Mangler) y Carretera maldita (Roadwork).
Después de terminar sus estudios universitarios con una licenciatura en arte en inglés y obtener un certificado para poder enseñar en secundaria, King enseñó inglés en la Academia de Hampden. Durante este periodo, él y su familia vivieron en un remolque. Escribió historias cortas (la mayoría publicadas en revistas para hombres) para poder satisfacer las necesidades de su familia. Durante este periodo King comenzó a tener problemas de alcoholismo que mantuvo durante una década. Estos problemas se verán reflejados en su tercera novela, El resplandor, en la persona de su personaje principal, el escritor alcohólico Jack Torrance.

### Carrera como escritor

#### Década de 1970:Carrie,El resplandory la consolidación
A comienzos de la década de 1970, King comenzó a escribir un gran número de novelas. Una de sus primeras ideas fue la de una joven con poderes psíquicos. Sin embargo, se sintió desalentado y la tiró a la basura. Tabitha rescató el trabajo y lo animó a terminarlo. Después de finalizar la novela, la tituló Carrie, la mandó a la compañía editora Doubleday y al pasar el tiempo se olvidó de ella. Más tarde recibió una oferta de compra por 2500 dólares de adelanto (no un gran adelanto para una novela, incluso en esa época). Poco tiempo después, el valor de Carrie con los derechos del manuscrito fueron vendidos por 400.000 dólares (200.000 de los cuales recibió el editor). Después del lanzamiento, su madre murió de cáncer de pulmón, y por ello no llegaría a ver la edición de la novela.
King, decidido a dedicarse exclusivamente a la escritura, se trasladó a la ciudad de Bangor, Maine con su familia. Allí empezó a escribir la novela El misterio de Salem's Lot, una historia de vampiros basada en el clásico Drácula de Bram Stoker y en la novela Peyton Place de Grace Metalious. Mientras tanto, la novela Carrie fue publicada en edición de bolsillo, vendiendo más de un millón de copias en menos de un año. El 17 de octubre de 1975 la editorial Doubleday publicó El misterio de Salem's Lot, vendiendo en su edición de bolsillo más de dos millones de ejemplares en menos de seis meses.

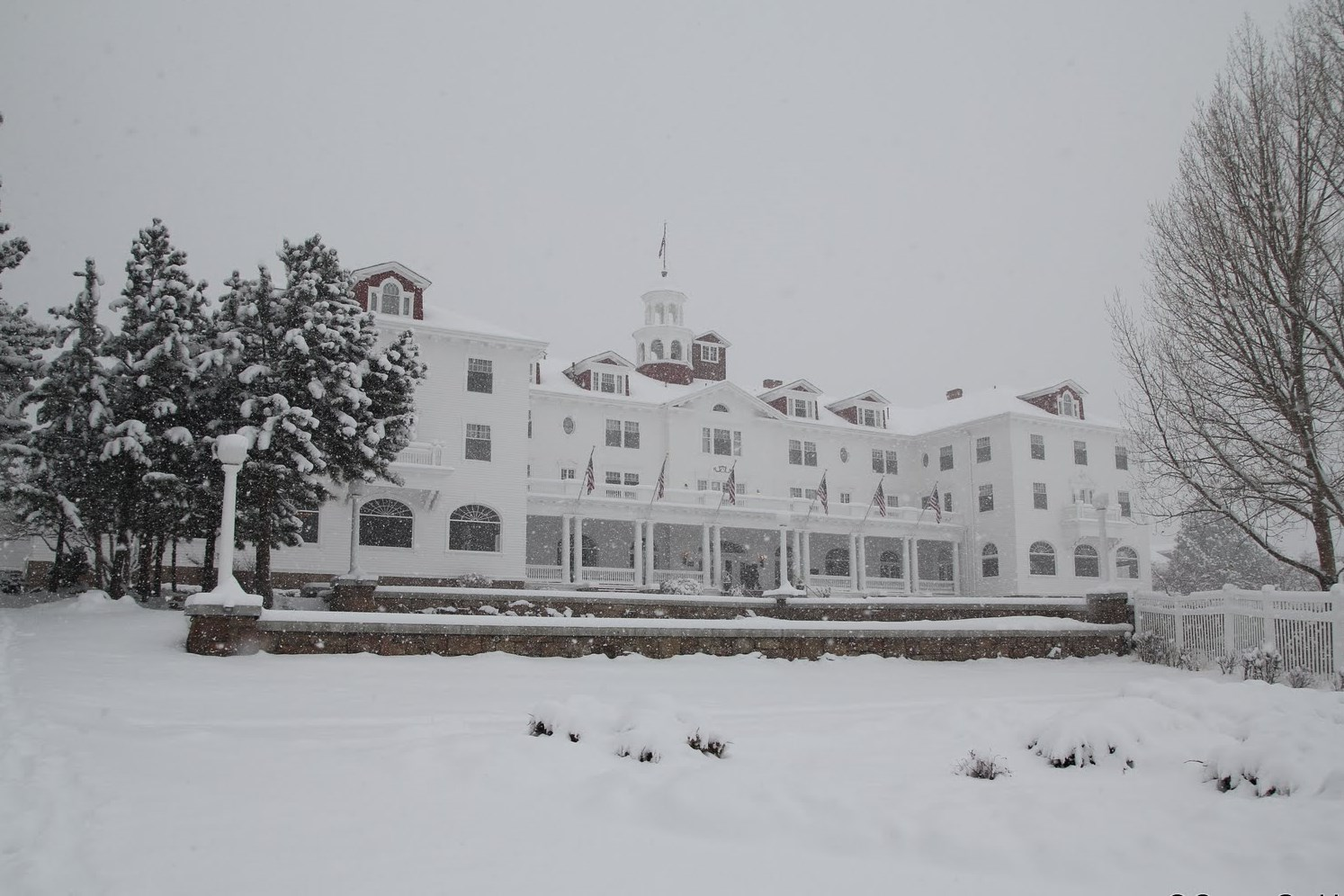
El Hotel Stanley en Estes Park, Colorado, sirvió de inspiración para la novela El resplandor de 1977.

Durante un viaje por Colorado, la familia King visitó el Hotel Stanley en Estes Park. Basado en su experiencia en el hotel, King empezó a escribir su tercera novela, El resplandor. Paralelamente vio la necesidad de contratar un agente literario al sentirse insatisfecho con el bajo porcentaje recibido por los derechos de autor de sus dos obras, por lo que se puso en contacto con Kirby McCauley, quien le consiguió un contrato literario con Viking Press por tres libros y dos millones y medio de dólares. El resplandor fue publicada el 28 de enero de 1977. La novela relata la historia de una familia que pasa el invierno aislada en un hotel y que es atormentada por una presencia maligna que quiere apoderarse del joven Danny, dotado de un poder telepático. Considerada como una de las mejores obras de King, El resplandor profundiza en la desintegración de la unidad familiar a través del aislamiento, la locura y el alcoholismo, este último factor reflejando inconscientemente los recientes problemas de King con la bebida.
King creó el pseudónimo de Richard Bachman porque los estándares de edición de la época no permitían que un autor publicara más de un libro al año, y también para liberarse de la presión que su creciente fama estaba ejerciendo sobre él. La primera novela publicada bajo este pseudónimo fue Rabia, un controvertido relato en el que un estudiante asesina a algunos maestros y toma como rehenes a sus compañeros de clase.
También en 1977, King se mudó a Inglaterra con su familia, que ahora incluía a un tercer hijo, Owen, nacido en febrero, con el objetivo de quedarse un año y escribir una novela allí. Sin embargo, este intento fracasó y la familia King decidió regresar a Maine tres meses después. Durante su breve estancia en Inglaterra, King conoció al escritor Peter Straub y se planteó la idea de realizar una colaboración futura con el novelista estadounidense.
En 1978 fueron publicados dos nuevos libros de King por la editorial Doubleday. En febrero fue lanzada al mercado la colección de veinte relatos cortos El umbral de la noche, la mayoría de los cuales ya habían sido publicados en varias revistas. En septiembre vio la luz la novela La danza de la muerte, una historia postapocalíptica en la que un virus creado en un laboratorio estadounidense se propaga accidentalmente y liquida a casi toda la población del planeta. Los pocos sobrevivientes de la pandemia son atraídos por dos poderes opuestos para replicar la lucha eterna entre el bien y el mal. La danza de la muerte es una de las obras más ambiciosas de King y es considerada una de sus mejores novelas. Debido a su extensión, King tuvo que hacer recortes importantes, eliminando alrededor de 250.000 palabras. Las ventas de la novela fueron similares a las obtenidas con El resplandor.
La larga marcha, segunda novela de King editada bajo el seudónimo de Richard Bachman, fue publicada en edición de bolsillo en julio de 1979. Esta novela, escrita diez años antes de su publicación, se ubica en un futuro distópico en el que se realiza un espectáculo anual conocido como la larga marcha, en el que centenares de jóvenes deben caminar sin parar a riesgo de ser asesinados. Finalmente, el joven que logre permanecer en pie ganará una fortuna, y por consiguiente se convertirá en el único sobreviviente del concurso. A menudo se considera a La larga marcha como la mejor obra del autor usando el nombre de Bachman. Un mes después fue publicada la siguiente novela de Stephen King, La zona muerta, la cual se convirtió en el primer libro del autor publicado por la editorial Viking. La novela, alejada del terror sobrenatural presente en las anteriores obras del autor, relata la historia de John Smith, un maestro que despierta de un largo coma con la extraña habilidad de ver el pasado o el futuro de las personas que toca. Esta habilidad se convierte paulatinamente en una pesadilla para Smith y le genera un dilema moral cuando descubre que un político será el responsable de una tragedia mundial. La zona muerta vendió cerca de 175.000 copias en su primer año y se convirtió en la primera novela de King en alcanzar el primer lugar en la lista de bestsellers de The New York Times.

#### Década de 1980: Inicio deLa Torre Oscura,It,Miseryy fama mundial

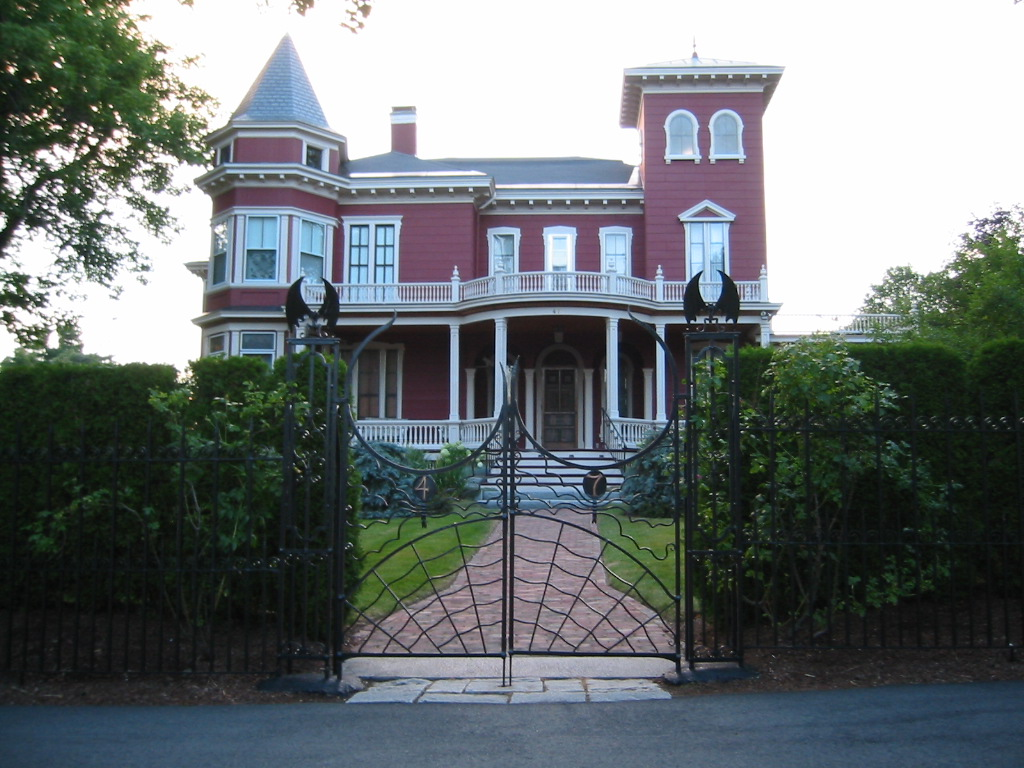
Casa de William Arnold, propiedad comprada por Stephen King en 1980.

Stephen King continuó escribiendo a un ritmo frenético y su siguiente novela, Ojos de fuego, fue publicada en agosto de 1980. En esta historia, Andrew McGee y su hija Charlie, dotada del poder de la piroquinesis, son perseguidos por una agencia secreta del gobierno que quiere estudiar y sacar provecho al magnífico don de la niña. Con esta novela King termina de consolidarse como uno de los nombres más confiables de la industria editorial, nuevamente apareciendo en el primer lugar de la lista de bestsellers de The New York Times. Ese mismo año el autor compró la casa de William Arnold, una vivienda victoriana ubicada en Bangor, Maine, conformada por un total de 23 habitaciones.
El año de 1981 vio la publicación de tres obras del autor. Carretera maldita, novela publicada bajo el pseudónimo de Bachman, explora la obsesión de un hombre que se niega a abandonar su hogar, el cual debe ser demolido para permitir la construcción de una carretera. Un mes después se publicó el ensayo Danse Macabre, en el que el autor examina la influencia de la ficción de terror en los medios escritos y audiovisuales. Este ensayo, escrito en su estilo narrativo habitual, ganó los premios Hugo y Locus. Finalmente, en la novela Cujo, publicada en agosto, el autor relata la historia de un perro san bernardo que contrae la rabia y se convierte en una formidable máquina asesina. La novela vendió cerca de 350.000 ejemplares en su primer año y ganó el premio British Fantasy.
La alta tasa de tres publicaciones anuales se mantuvo en 1982. Al igual que en 1981, King publicó una novela bajo el pseudónimo de Bachman, El fugitivo, situándose nuevamente en un futuro distópico que trae consigo un espectáculo público mortal, idea similar a la utilizada en La larga marcha de 1979. En junio el autor publicó una edición limitada de 10 000 ejemplares de la novela corta El pistolero, la cual se convertiría en el volumen inicial de la extensa saga de La Torre Oscura. En la novela se relata la épica historia de Roland Deschain, un pistolero que busca llegar desesperadamente a la Torre Oscura, una legendaria edificación donde convergen todos los universos. Para su creación, King se basó en dos obras clásicas, el poema Childe Roland to the Dark Tower Came de Robert Browning y El señor de los anillos de J. R. R. Tolkien. Finalmente, Las cuatro estaciones, publicada en agosto, es una colección de cuatro historias en las que se aleja casi en su totalidad de los elementos sobrenaturales. A pesar de su formato inusual, el libro fue un éxito comercial, alcanzando nuevamente el primer puesto en la lista de bestsellers del periódico de Nueva York.

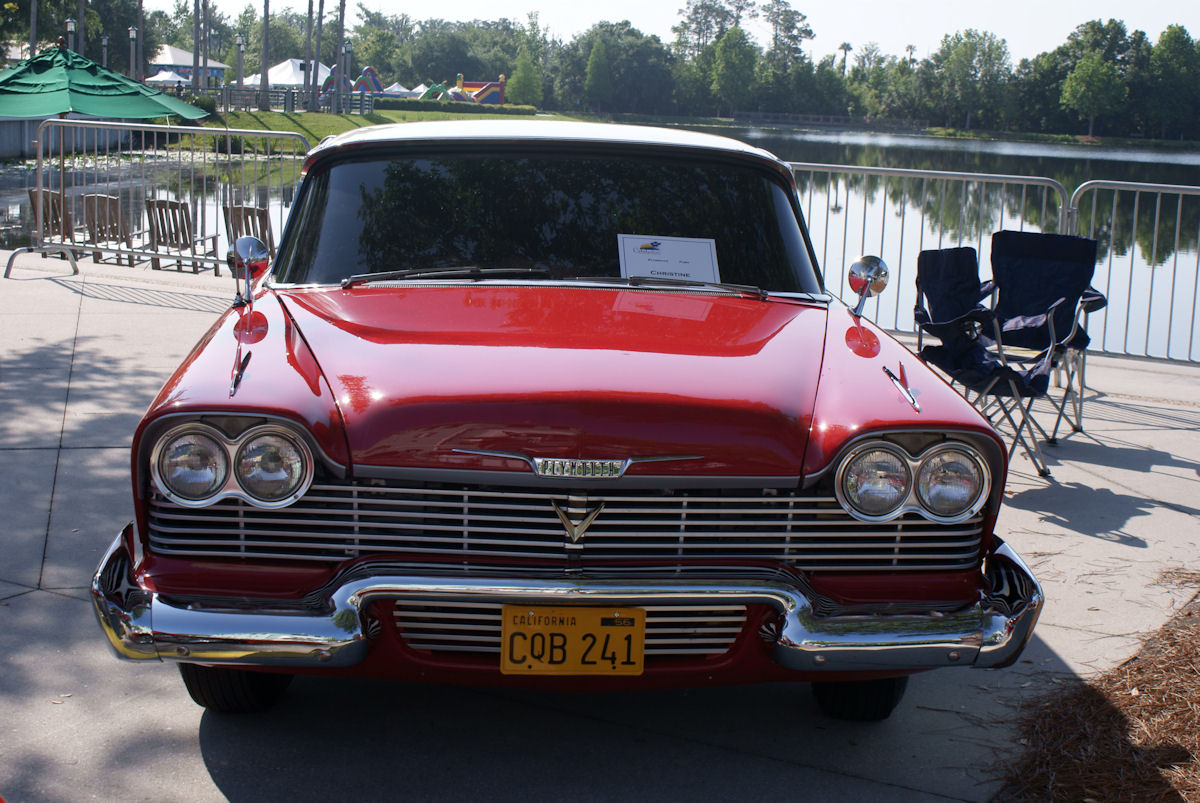
Un Plymouth Fury de 1958 es el principal antagonista en la novela Christine de 1983.

En 1983 nuevamente fueron publicadas tres obras del autor de Maine. Christine, lanzada en abril, cuenta la historia de un adolescente fracasado que se obsesiona mortalmente con un viejo auto Plymouth Fury de 1958 en el que habita un espíritu maligno. A fin de año fueron publicadas El ciclo del hombre lobo, una historia sobre licantropía lanzada en edición limitada con ilustraciones de Bernie Wrightson, y Cementerio de animales, novela de terror en la que relata la vida de una familia que habita en las inmediaciones de un antiguo cementerio micmac que tiene la habilidad de devolver la vida a cualquier ser vivo que sea puesto allí. Cementerio de animales se convirtió en ese momento en el mayor éxito comercial de King, al vender 657.000 copias en su primer año de publicación.
En 1984 el autor abordó el género fantástico con el lanzamiento de dos novelas, Los ojos del dragón y El talismán. Los ojos del dragón fue escrita como una dedicatoria especial para su hija Naomi Rachel, después de darse cuenta de que nunca había leído ninguno de sus libros por no ser fanática de las historias de terror. El talismán, primera colaboración de King con su amigo Peter Straub, es la realización de un proyecto que ambos venían discutiendo durante varios años. Mezclando fantasía y horror, la novela relata la búsqueda del joven Jack Sawyer, que viaja a través de los Estados Unidos y en un universo paralelo donde la magia ha reemplazado a la ciencia para encontrar el único talismán que puede salvar la vida de su madre. Con una promoción a gran escala de Viking Press, la novela, publicada el 8 de noviembre, vendió 880.000 copias en menos de dos meses y se ubicó entre los libros de ciencia ficción más vendidos en los Estados Unidos en 1984.
Maleficio, quinta novela publicada por Richard Bachman, salió al mercado pocos días después de El talismán. Esta novela corta, en la que un hombre es maldecido por un gitano y empieza a perder peso de manera estrepitosa, fue el primer libro de Bachman publicado en tapa dura y con algún elemento sobrenatural en su historia. Las similitudes entre El maleficio y la obra de King atrajeron la atención de algunos especialistas. Steve Brown, un empleado de una biblioteca en Washington, descubrió el engaño al examinar un documento en la Biblioteca del Congreso en el que King aparecía como autor de una de las novelas de Bachman. Brown se puso en contacto con King, quien le aconsejó que escribiera un artículo contando toda la verdad. Cuando se reveló la verdadera identidad de Bachman, las ventas de la novela El maleficio se dispararon, pasando de 28.000 copias vendidas a 280.000 en unas pocas semanas.
Skeleton Crew, nueva colección de relatos de Stephen King, fue publicada el 21 de junio de 1985. La colección ganó el Premio Mundial de Fantasía y ocupó durante nueve semanas el primer lugar en la lista de bestsellers del New York Times, hecho sin precedentes para una colección de relatos. Dada la enorme demanda del público, en octubre fueron publicadas las primeras cuatro novelas de Richard Bachman en un volumen titulado The Bachman Books. En ese momento la popularidad de King se encontraba en su pico más alto, convirtiéndolo en todo un fenómeno mediático. Entre el 17 y el 24 de noviembre de 1985, el autor estableció un nuevo récord al ubicar cinco de sus libros en la lista de bestsellers.

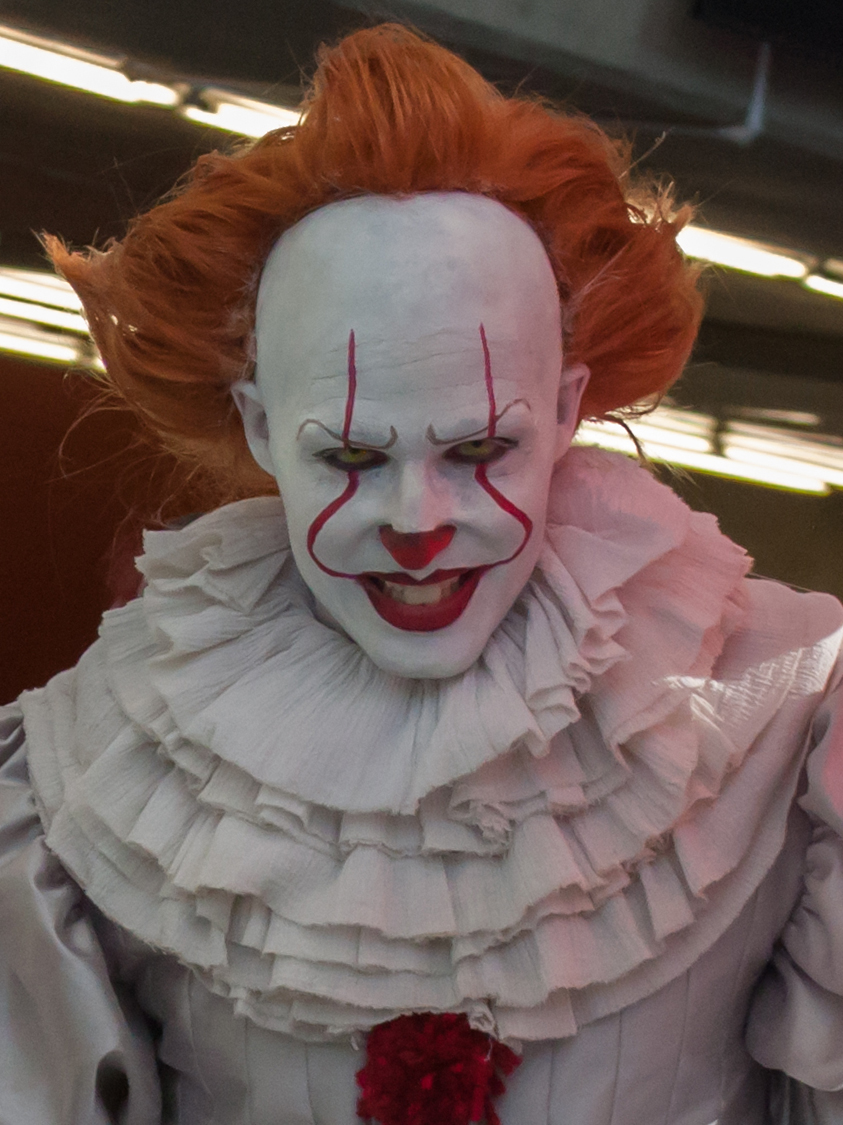
Cosplay de Pennywise, criatura maligna que se transforma en los miedos más profundos de sus víctimas y principal antagonista en la novela It de 1986.

It, siguiente novela de King, fue publicada el 15 de septiembre de 1986, confirmando el buen estado de forma del escritor. La novela, un éxito masivo en ventas, nuevamente mezcla las desventuras de la infancia con la presencia de un ente sobrenatural, en este caso convertido en una entidad maligna que toma la forma de los temores más profundos de sus víctimas. Hasta ese momento la obra más extensa de King, It sigue una estructura narrativa no lineal que alterna entre dos períodos principales de tiempo y entre las diferentes perspectivas de los personajes. Considerada una de las obras maestras del autor de Maine, It ocupó el primer lugar de ventas en literatura de ficción en los Estados Unidos en 1986 y ganó el premio British Fantasy. Un año después salió al mercado una versión ligeramente modificada de Los ojos del dragón por la editorial Viking. Esta novela, alejada del estilo habitual del autor, logró vender más de 500.000 copias el primer año.
Tres nuevas novelas de King se publicaron en 1987. En La Torre Oscura II: la llegada de los tres, segundo volumen de La Torre Oscura, Roland Deschain se traslada a la ciudad de Nueva York en tres ocasiones diferentes para traer de vuelta a su compañero de misión. Misery, novela publicada en junio, relata la historia de un escritor que es rescatado de un terrible accidente automovilístico por una fanática de su obra, quien termina secuestrándolo y obligándolo a escribir una novela para ella. King empezó a escribir la historia para esta novela en 1984 y tenía en mente publicarla como una novela de Richard Bachman, pero tras el descubrimiento de su identidad tuvo que descartar esta posibilidad. Misery ganó la primera edición del Premio Bram Stoker en la categoría de mejor novela. Finalmente, la novela Los Tommyknockers fue publicada en noviembre. En ella el autor mezcla el horror y la ciencia ficción, relatando la historia de una pequeña ciudad y el efecto que ejerce una nave alienígena en sus habitantes. King le atribuyó cierta influencia al cuento El color del espacio exterior de H. P. Lovecraft en el momento de la creación de la novela.
Escritas entre 1984 y 1986, Misery y Los Tommyknockers son una metáfora de las adicciones del escritor en ese momento. A su ya usual adicción al alcohol, King incluyó una fuerte adicción a la cocaína y a otro tipo de drogas. Después de la publicación de Los Tommyknockers, su familia y amigos decidieron hacer una intervención, en la que le mostraron los residuos de su estudio para que se diera cuenta del grado de adicción alcanzado: latas de cerveza, cigarrillos, bolsas de cocaína (simbolizada en la nieve aislante de El Resplandor y Misery) y envases de xanax y valium fueron algunas de las sustancias encontradas. El escritor solicitó ayuda y abandonó toda forma de alcohol y drogas hacia finales de esa década. A raíz de este proceso de desintoxicación, su actividad creativa se vio interrumpida y le resultó difícil recuperar el ritmo, ya que sufrió un bloqueo de escritor durante casi un año antes de publicar el relato The Rainy Season en 1989.
Como consecuencia directa de este bloqueo creativo, en 1988 no se publicó ninguna obra del autor, a excepción de Nightmares in the Sky, un libro de fotografías de gárgolas con una larga introducción de King. Su primera novela publicada después de The Tommyknockers fue The Dark Half, estrenada el 20 de octubre de 1989. Inspirada en la experiencia de King con su doble literario, Richard Bachman, la novela relata la historia de un escritor que es acosado por su pseudónimo.

#### Década de 1990:Apocalipsis,La milla verde, accidente de automóvil y una nueva recuperación

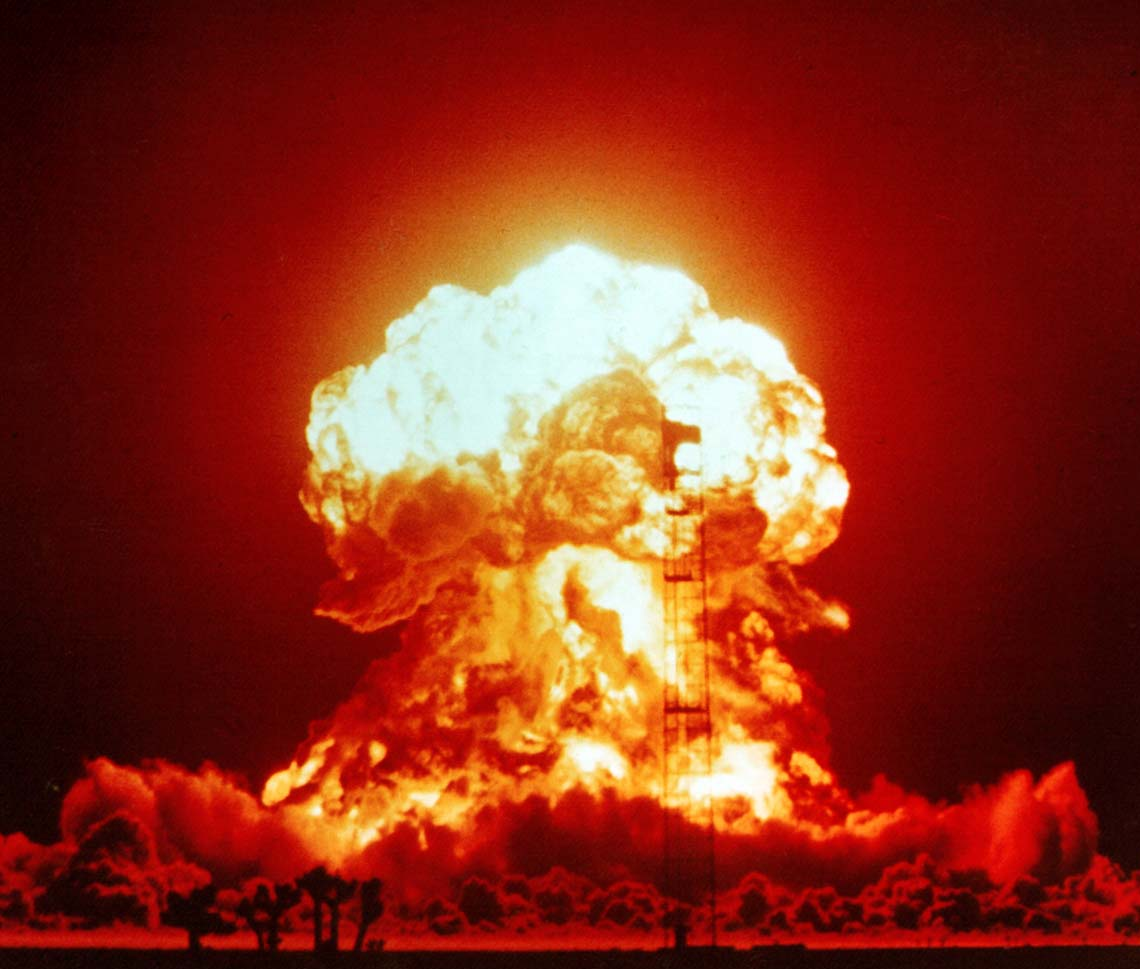
En la novela La danza de la muerte y en su versión extendida Apocalipsis, ocurre una explosión nuclear.

Después de largas negociaciones con la editorial Doubleday, finalmente King es libre de publicar una versión extendida de la novela La danza de la muerte, titulada Apocalipsis. Con aproximadamente ciento cincuenta mil palabras adicionales, lo que la convierte en la novela más larga de King hasta la fecha, Apocalipsis es una actualización en términos de referencias culturales y políticas de La danza de la muerte. Estas adiciones introducen más variaciones de ritmo, enriquecen la psicología de los personajes, integran dos largos pasajes suprimidos en 1978 debido a la censura y solidifican la conclusión de la novela. Apocalipsis fue publicada el 23 de abril de 1990. En septiembre fue estrenada una nueva colección de historias, titulada Las cuatro después de la medianoche. La colección, compuesta por cuatro relatos, difiere de Las cuatro estaciones porque en esta oportunidad la temática está relacionada con el terror. El libro ganó el Premio Bram Stoker en la categoría de mejor colección.
Habiendo recuperado su ritmo de escritura, King publicó dos nuevas novelas en 1991, el tercer volumen de La Torre Oscura, titulado Las tierras baldías, y La tienda, en la que el autor relata la historia de Leland Gaunt, el propietario de una extraña tienda de variedades en la localidad ficticia de Castle Rock. En 1992 el autor publicó dos novelas de corte feminista, El juego de Gerald, que relata la terrible experiencia de una mujer que accidentalmente queda esposada en una cama de una casa de campo y Dolores Claiborne, la historia de una mujer que es la principal sospechosa de la muerte de su empleadora. A pesar de carecer de elementos sobrenaturales, ambas novelas encabezaron la lista de bestsellers del New York Times ese mismo año, demostrando que los fanáticos de King aún permanecían fieles a su estilo.
Después de la publicación de Pesadillas y alucinaciones, colección de relatos que vio la luz el 29 de septiembre de 1993, King nuevamente sorprendió a sus lectores con la publicación de su novela Insomnia, una obra de ritmo lento cuyo personaje principal es un anciano que sufre de insomnio y empieza a experimentar lo que inicialmente supone que son alucinaciones. En junio de 1995 completó su llamada «trilogía feminista» con el lanzamiento de la novela El retrato de Rose Madder, historia de una mujer que sufre constantes agresiones físicas y psicológicas por parte de su esposo. El elemento fantástico se introduce en la mitad de la historia a través de una pintura que se convierte en una especie de portal hacia un universo paralelo. Pese a que estas últimas novelas siguen disfrutando de buenos números, no experimentan el éxito comercial alcanzado por anteriores obras de King, con algunos medios señalando que la popularidad del escritor se encontraba en decadencia.

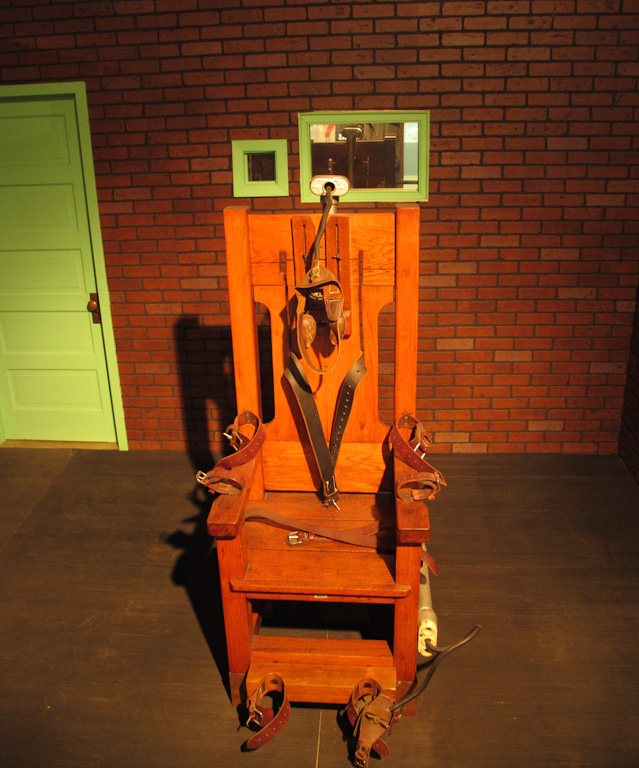
La silla eléctrica es un elemento importante en la historia de La milla verde, novela publicada por KIng en 1996.

Sin embargo, el autor demostró su potencial en 1996 con la publicación de dos obras, el relato El hombre del traje negro, ganador del Premio Mundial de Fantasía en la categoría de mejor relato corto de ficción, y la novela La milla verde, publicada en seis volúmenes entre marzo y agosto. La historia, que transcurre en 1932, relata la historia de Paul Edgecomb, un funcionario de una prisión que conoce a John Coffey, un sentenciado a muerte que posee poderes sobrenaturales. La milla verde ganó el Premio Bram Stoker en la categoría de mejor novela ese mismo año. En 1997 fue nominada en la misma categoría en los premios British Fantasy y Locus.
Sus dos siguientes novelas, Desesperación y Posesión, esta última publicada bajo el nombre de Richard Bachman, fueron estrenadas simultáneamente el 24 de septiembre de 1996. Las dos obras presentan personajes con los mismos nombres y que se enfrentan al mismo adversario, un ente maligno llamado Tak, pero en situaciones completamente diferentes. Desesperación recibió mejores críticas y ocupó la tercera posición en la lista de bestsellers, ante el quinto lugar de Posesión en la misma lista.
Mago y cristal, cuarta entrega de La Torre Oscura, vio la luz el 24 de noviembre de 1997. Al mismo tiempo, King cambió de editorial por segunda vez en su carrera y firmó un contrato con Charles Scribner's Sons después de veinte años de colaboración con Viking. La primera novela del autor de Maine publicada por Scribner el 22 de septiembre de 1998 fue Un saco de huesos. La novela, que relata la historia de un escritor viudo que debe enfrentarse a fuerzas sobrenaturales que azotan su vivienda, se convirtió en la primera obra de King en ganar tres premios principales, el Bram Stoker, el British Fantasy y el premio Locus, ocupando el tercer lugar de la lista de los libros de ficción más vendidos en los Estados Unidos en 1998.

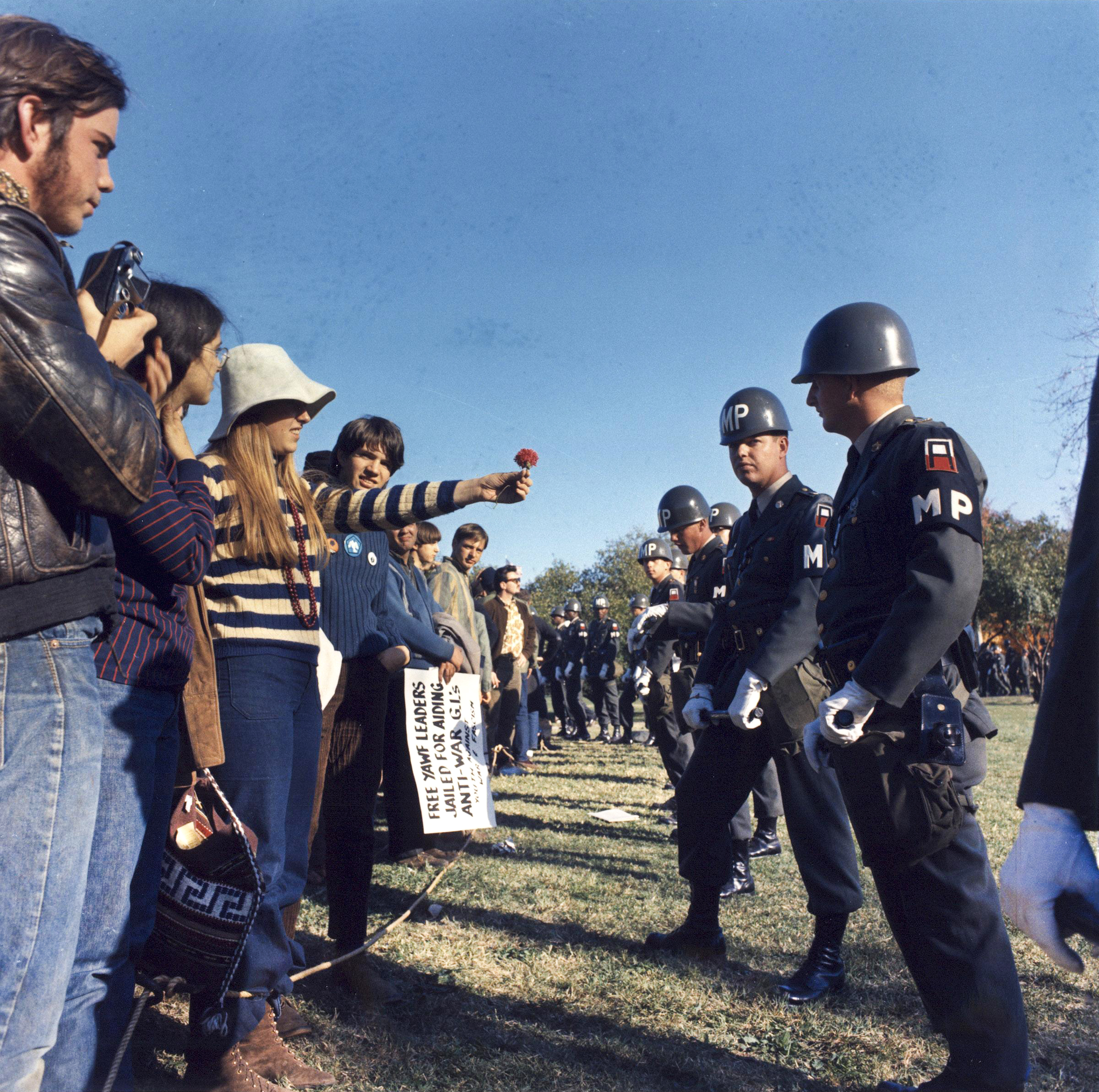
En Corazones en la Atlántida (1999), King analiza la oposición pacífica de algunos estudiantes de la Universidad de Maine a la guerra de Vietnam.

Un año después King publicó dos nuevos libros, la novela La chica que amaba a Tom Gordon y la colección Corazones en la Atlántida. La novela relata la historia de una chica que se pierde en los bosques de Maine y encuentra consuelo recordando la imagen de Tom Gordon, jugador de los Medias Rojas de Boston. La colección es bastante peculiar, con cinco narraciones vinculadas por el personaje de Carol Gerber, que sirve de hilo conductor. Con esta colección, King regresa a la década de 1960 y a la guerra de Vietnam, un tema que el autor quería evocar durante mucho tiempo, e integra el único elemento fantástico a través del poder psíquico del personaje de Ted Brautigan, quien reaparecerá en el último volumen de La Torre Oscura. Corazones en la Atlántida y La chica que amaba a Tom Gordon, dos libros con poco contenido terrorífico, se ubicaron respectivamente en el sexto y octavo lugar de los libros de ficción más vendidos en los Estados Unidos en 1999.
En el verano de 1999, King se encontraba trabajando en el ensayo titulado Mientras escribo. Había terminado la sección de memorias y abandonado el libro durante dieciocho meses debido a la inseguridad acerca de cómo proceder o de si iba a molestar a terceros. Más adelante el autor reconoció que fue el primer libro que tuvo que abandonar desde que escribiese La danza de la muerte décadas atrás. Una vez hubo tomado la decisión de continuar con el libro, el 17 de junio escribió una lista de preguntas que le habían hecho con frecuencia sobre su forma de escribir, al mismo tiempo que otras que le hubiera gustado que le hubieran formulado. El 18 de junio escribió cuatro páginas de esta sección.
El 19 de junio a las 4:30 de la tarde aproximadamente, King caminaba por el arcén derecho de la ruta 5 en Lovell. Un conductor llamado Bryan Smith, distraído por un rottweiler incontrolado que se movía en la parte trasera de su coche marca Dodge Caravan de 1985, atropelló a King, quien aterrizó en una zanja de unos cuatro metros de profundidad desde el pavimento de la carretera de la ruta 5.
El ayudante del comisario del condado de Oxford, Matt Baker, grabó que los testigos dijeron que el conductor no conducía con exceso de velocidad ni con imprudencia. Baker también informó que King fue atropellado por detrás. El autor estaba lo bastante consciente para dar los números de teléfono de su familia al ayudante del comisario para poder ponerse en contacto con ellos, aunque se encontraba sufriendo un dolor considerable. El escritor fue llevado en primer lugar al Hospital Northern Cumberland para luego ser trasladado desde allí en helicóptero al Hospital Central de Maine. Sus heridas —el pulmón derecho colapsado, múltiples fracturas en la pierna derecha, laceración del cuero cabelludo y la cadera fracturada— lo mantuvieron en el centro médico hasta el 9 de julio, casi tres semanas internado.
Después de cinco operaciones en diez días y terapia física, retomó en julio el trabajo donde lo había dejado en el ensayo Mientras escribo, aunque se resentía todavía de su cadera y solamente podía sentarse unos cuarenta minutos antes de que el dolor se tornara intolerable. A raíz de este accidente, el autor compró una casa en Sarasota, Florida, con el fin de pasar el invierno en un clima más favorable para su salud y recuperación.

#### Década de 2000:La historia de Lisey,La cúpulay finalización deLa Torre Oscura
Stephen King comenzó la década de 2000 siendo uno de los primeros escritores en explorar el mercado de los libros digitales. En marzo de 2000 publicó mediante este formato la novela corta Montando la bala, escrita durante su convalecencia. Con cerca de 400.000 descargas en su primer día de lanzamiento, la novela se convirtió en el primer best seller digital. Animado por este suceso, el escritor brindó la oportunidad de descargar el primer capítulo de la novela La planta desde su página de Internet por un dólar. Los tres primeros capítulos de La planta fueron escritos entre 1982 y 1985 y distribuidos por King a sus allegados, antes de que el autor renunciara a continuar con la historia después de darse cuenta de que tenía demasiadas similitudes con la película de 1986 La pequeña tienda de los horrores. Entre julio y diciembre de 2000 escribió otros seis capítulos de la historia, pero la cantidad de lectores disminuyó gradualmente y el escritor finalmente abandonó el proyecto.

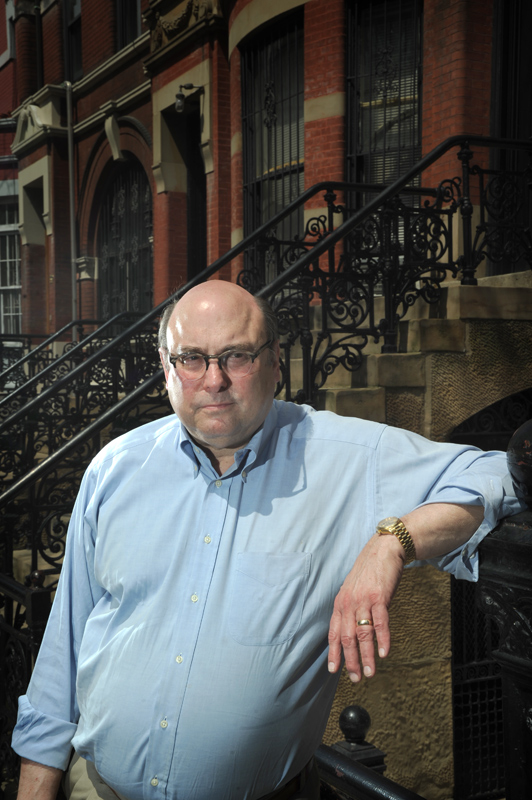
En 2001, King colaboró nuevamente con el autor Peter Straub (en la imagen) para publicar la novela Casa Negra.

Mientras escribo, autobiografía en la que King se encontraba trabajando antes de su accidente, finalmente fue publicada el 3 de octubre de 2000, ganando el premio Bram Stoker y el premio Locus en su respectiva categoría. En el año 2001 el autor publicó dos novelas. El cazador de sueños, lanzada en marzo, retoma la temática alienígena, abordada por el autor en la novela Los Tommyknockers de 1987. Casa Negra, publicada en septiembre, es la segunda colaboración de King con Peter Straub y relata las aventuras del personaje principal de la novela El talismán, veinte años después de los acontecimientos de esta última obra. Ambas novelas ocuparon el cuarto y el sexto lugar respectivamente en la lista de los libros de ficción más vendidos en los Estados Unidos en 2001.
En 2002 el autor anunció que se retiraría de la escritura después de completar el ciclo de La Torre Oscura debido a las secuelas dejadas por su accidente. Finalmente decidió seguir escribiendo, pero ralentizó su ritmo. Dos libros de King vieron la luz ese año. Todo es eventual, publicado en marzo, es una colección de catorce relatos, la gran mayoría escritos durante la segunda mitad de la década de 1990. Buick 8: un coche perverso, publicada en septiembre, es la historia de un extraño vehículo almacenado en un hangar por agentes de policía de un pequeño pueblo. El auto, aparentemente inofensivo, es una especie de portal del que emergen toda clase de extraños seres. Esta novela, cuyo primer borrador fue escrito por King antes de su accidente, no tuvo la misma acogida que sus anteriores publicaciones. A pesar de ocupar durante una semana el primer lugar de la lista de best sellers del New York Times, no logró las ventas esperadas a mediano plazo y no fue bien recibida por la crítica especializada.
A partir de julio de 2003, el autor empezó a compartir sus puntos de vista sobre la cultura popular en una columna de Entertainment Weekly llamada The Pop of King (referencia a The King of Pop, apodo que recibía el cantante Michael Jackson), que se publicó hasta enero de 2011. En noviembre recibió el Premio Nacional del Libro, un prestigioso galardón entregado por la Fundación Nacional del Libro, por su destacada contribución a la literatura estadounidense, causando un gran revuelo entre los círculos académicos. El crítico y teórico literario Harold Bloom fue un acérrimo detractor de la condecoración recibida por King. Casi al mismo tiempo, el autor sufrió de neumonía, enfermedad causada indirectamente por el accidente que debilitó sus pulmones y de la que tardó varios meses en recuperarse.
King, comprometido a finalizar La Torre Oscura, inició esta labor con la reescritura del primer volumen, El pistolero, para hacerlo más coherente con las obras posteriores. Lobos del Calla, publicada en noviembre de 2003, vino acompañada de los dos volúmenes finales, Canción de Susannah, publicada el 8 de junio de 2004, y La Torre Oscura, publicada en septiembre. Esta última obra ganó el premio British Fantasy.
El escritor estadounidense cambió de género por completo con la publicación de Colorado Kid, una novela policíaca en la que dos viejos periodistas relatan a una joven aprendiz el caso más misterioso de su larga carrera. Esta novela corta fue publicada directamente en edición de bolsillo el 4 de octubre de 2005. Al año siguiente el escritor retomó el género de terror con Cell, publicada en enero de 2006, en la que una señal transmitida a través de los teléfonos celulares contamina a las personas y las convierte en una especie de zombis. Esta novela es a la vez un homenaje a las películas de zombis y un ataque directo contra el uso desmedido de los teléfonos móviles. La historia de Lisey, novela publicada en octubre de 2006, presenta un contenido más dramático y reflexivo. Inspirada por la neumonía padecida por el autor en 2003, esta novela relata la historia de la viuda de un escritor que sigue un rastro post mortem establecido por su difunto esposo, quien padecía una extraña maldición familiar. La historia de Lisey y Cell ocuparon la sexta y la octava posición respectivamente en la lista de los libros de ficción más vendidos en Estados Unidos en 2006. Historia de Lisey recibió una nominación al Premio Mundial de Fantasía en 2007 y ganó el Premio Bram Stoker el año de su publicación.

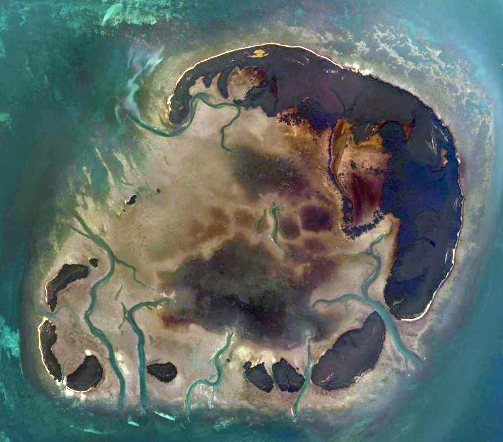
La historia de Duma Key (2008) se desarrolla en una isla ficticia en la costa de Florida.

El 26 de abril de 2007 el autor recibió el Gran Premio otorgado por la Asociación de Escritores de Misterio de Estados Unidos. En junio publicó la novela Blaze, empleando nuevamente el pseudónimo de Richard Bachman. Escrita a principios de la década de 1970, la novela es un claro homenaje a la novela De ratones y hombres de John Steinbeck. King revisó la historia y realizó modificaciones antes de publicarla en 2007. Su siguiente novela, Duma Key, ambientada en Florida, salió al mercado el 22 de enero de 2008. En ella cuenta la historia de un hombre que adquiere una casa en un cayo de Florida, después de un grave accidente que lo deja con un solo brazo y se dedica a pintar cuadros que terminan convirtiéndose en hechos reales. Unos meses más tarde, en noviembre, el autor publicó Después del anochecer, una nueva colección de relatos. Tanto Duma Key como la mencionada colección ganaron el Premio Bram Stoker en sus respectivas categorías.
En febrero de 2009 el autor retorna al formato digital con Ur, novela corta disponible con la compra de un Kindle de Amazon. El 10 de noviembre del mismo año fue publicada La cúpula, tercera obra más extensa de King después de Apocalipsis e It. En esta novela de ficción, una pequeña localidad ficticia de Maine se ve abruptamente aislada del resto del mundo por una cúpula transparente e impermeable, desatando toda serie de problemas y malentendidos en su interior y obligando a los habitantes del pueblo a tratar de convivir en medio de semejante infortunio, sin posibilidad de recibir ayuda desde el exterior.

#### Década de 2010:22/11/63, trilogía de Bill Hodges y actualidad

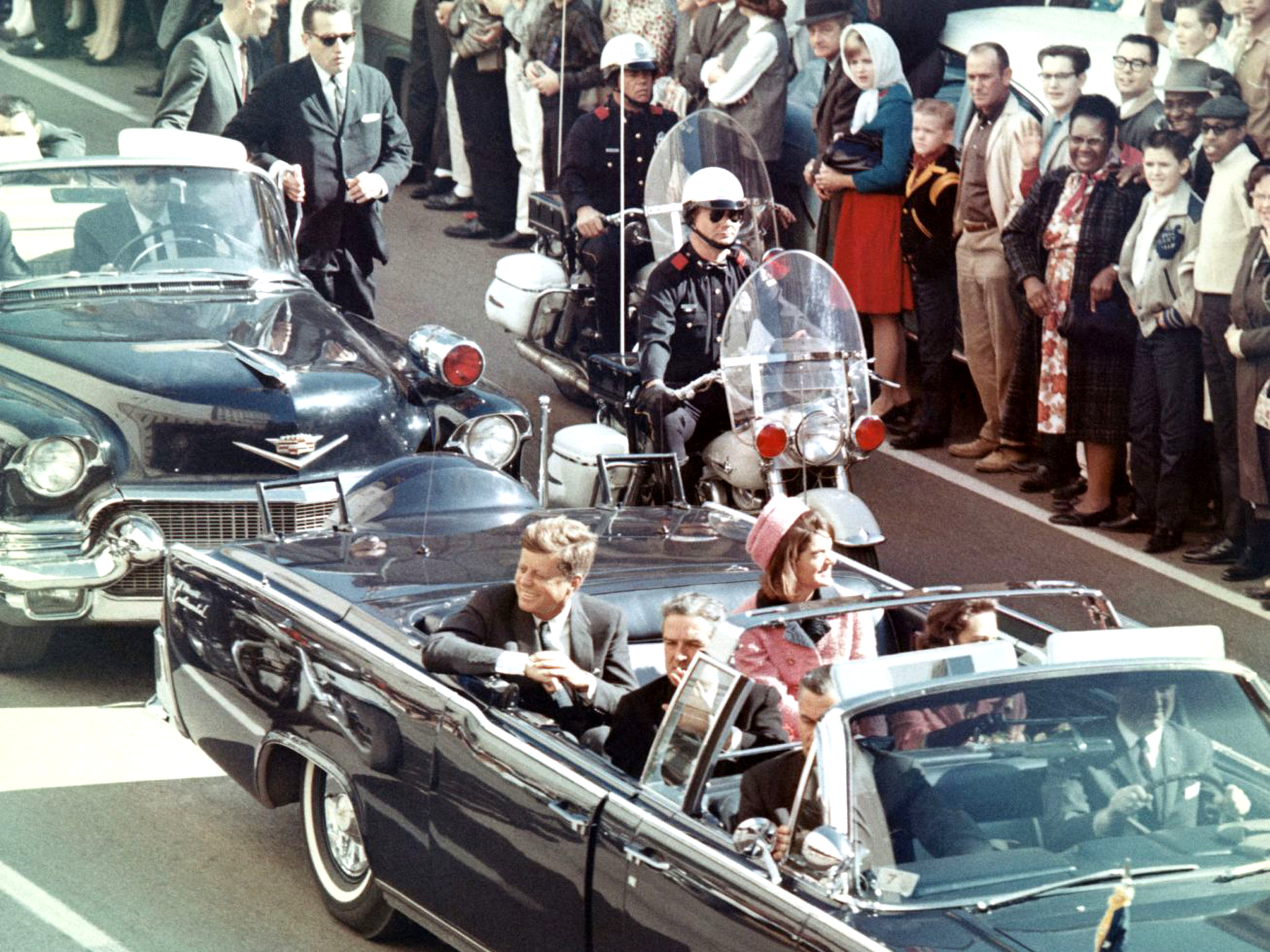
La novela 22/11/63 debe su nombre a la fecha del asesinato de John Fitzgerald Kennedy en Dallas, el 22 de noviembre de 1963.

En noviembre de 2010 fue publicada la colección Todo oscuro, sin estrellas, ganadora del Bram Stoker en la categoría de mejor colección. Compuesta por cuatro novelas cortas, la colección presenta una variedad de géneros, siendo 1922 la única obra de terror sobrenatural incluida. 22/11/63, siguiente novela del autor, apareció el 8 de noviembre de 2011. En esta obra de suspenso, un maestro retrocede en el tiempo a través de un portal que conduce al año de 1958 para tratar de prevenir el asesinato de John Fitzgerald Kennedy. La novela, un éxito de ventas y de crítica, pasó cuatro semanas en el primer puesto de la lista de los libros más vendidos del New York Times y ocupó la segunda posición en el ranking de ficción en los Estados Unidos en 2011, con más de 900.000 ejemplares vendidos.
En febrero de 2012 fue publicada la novela El viento por la cerradura, parte de la saga de La Torre Oscura, cuya historia se ubica entre los volúmenes cuatro y cinco. Entre junio y agosto fue publicada en la revista Esquire una nueva obra del autor, En la hierba alta, esta vez compartiendo autoría con su hijo Joe. En 2013 el autor publicó dos nuevas novelas. Retornó a la novela policíaca y de misterio con Joyland, publicada el 4 de junio directamente en edición de bolsillo. La novela presenta a un joven empleado de un parque de diversiones que se lanza a la pista de un asesino en serie. En septiembre publicó Doctor Sueño, secuela de El resplandor de 1977, en la que relata la vida adulta de Danny Torrance y su lucha contra un grupo de inmortales que se alimentan de la energía de niños dotados con el don del resplandor. Para promocionar esta obra, el escritor estadounidense viajó a Francia y Alemania, donde concedió varias entrevistas y conferencias, así como una sesión de firmas en París. Doctor Sueño ganó el Premio Bram Stoker y ocupó la segunda posición en la lista de los libros de ficción más vendidos en Estados Unidos en 2013 con más de 900.000 ejemplares vendidos.
Su siguiente libro, publicado el 3 de junio de 2014 es otra novela policíaca, titulada Mr. Mercedes, en la que un criminal que mató a varias personas con su automóvil burla al policía retirado que estaba a cargo del caso y prepara un nuevo ataque aún más mortífero. Esta novela, ganadora del Premio Edgar, se convirtió en la primera de una trilogía centrada en el personaje de Bill Hodges, un oficial de policía retirado. El segundo volumen, titulado Quien pierde paga, salió a la venta el 2 de junio de 2015. Entre estas dos obras, King publicó Revival, una novela en la que un hombre común conoce a un antiguo pastor fascinado por la electricidad que ha negado la existencia de Dios como resultado de un terrible drama familiar, y se convierte en su asistente para una experiencia suprema. En esta novela King aborda la temática del fanatismo religioso, tema recurrente en otras novelas del autor como La niebla y Carrie.

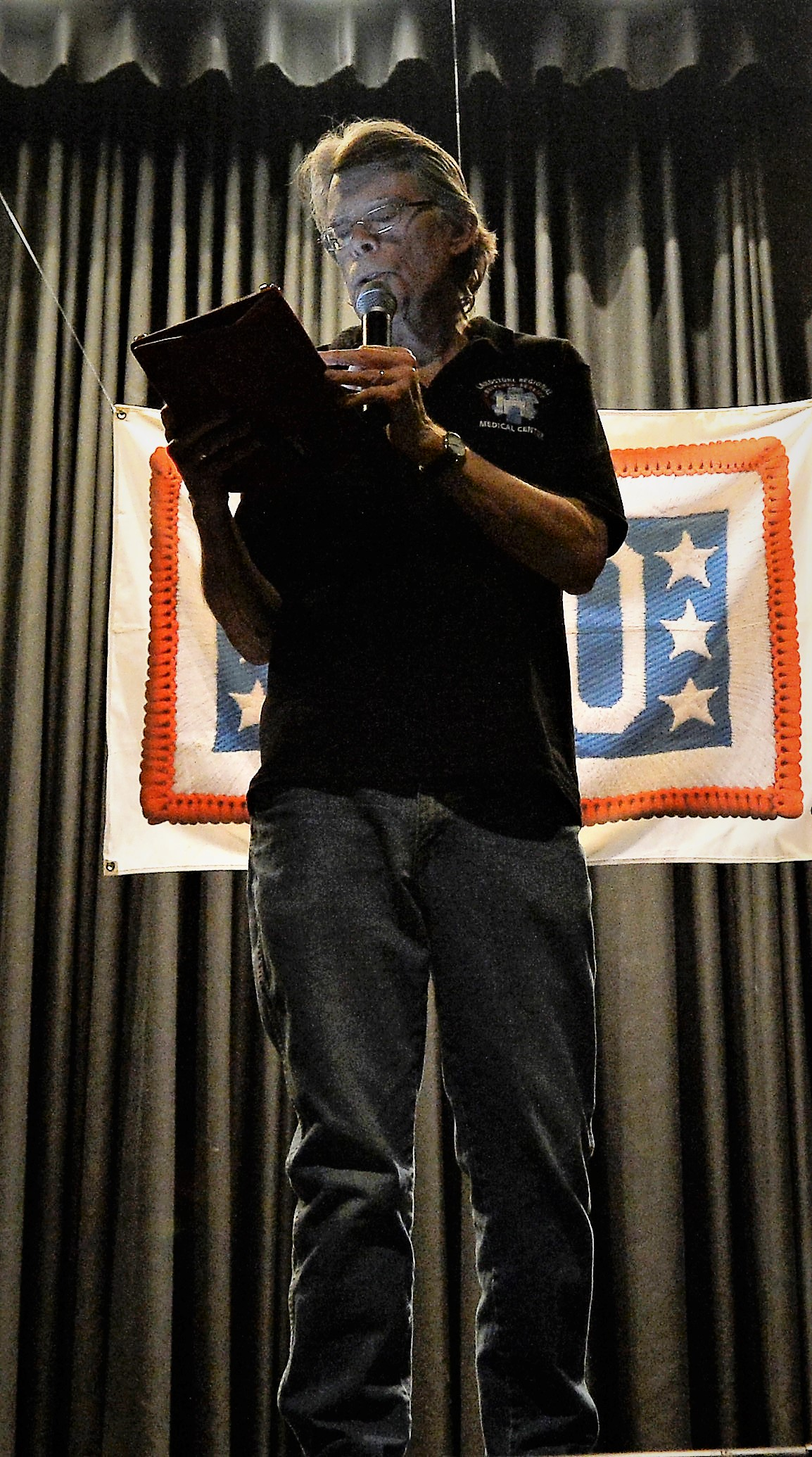
King leyendo un fragmento de su novela Doctor Sueño en la Base Aérea de Ramstein, 2013.

El 10 de septiembre de 2015 King fue recibido en la Casa Blanca, donde se le concedió la Medalla Nacional de las Artes, el más alto honor otorgado por el gobierno de los Estados Unidos a los exponentes de las artes. Su nueva colección de cuentos, titulada El bazar de los malos sueños y compuesta por veinte relatos, salió al mercado el 3 de noviembre de 2015. Más adelante el escritor finalizó su trilogía sobre Bill Hodges al enfrentar nuevamente al expolicía con el asesino de Mr. Mercedes en Fin de guardia, publicada el 7 de junio de 2016.
En 2017 fue un año marcado por las colaboraciones. King escribió junto con Richard Chizmar la novela La caja de botones de Gwendy, publicada en mayo. Con su hijo Owen escribió la novela Bellas durmientes, lanzada al mercado en septiembre. En esta novela, una extraña epidemia sumerge a todas las mujeres del mundo en un sueño profundo. El 22 de mayo de 2018 el autor publicó El visitante, una novela policíaca con un antagonista sobrenatural en la que interviene Holly Gibney, uno de los personajes principales de la trilogía de Bill Hodges. La novela corta Elevation, publicada a finales de octubre de 2018, desarrolla su trama en la ciudad de Castle Rock y es considerada por el autor como una especie de secuela de La caja de botones de Gwendy.
El 31 de enero de 2019 se anunció en la página oficial del autor el lanzamiento de una nueva novela, titulada El instituto, programada para ser lanzada al mercado el 10 de septiembre del mismo año. En la página esta nueva novela es descrita de la siguiente manera: «tan psíquicamente aterradora como Ojos de fuego y con el espectacular poder infantil de It, El instituto es una desgarradora historia de Stephen King acerca del bien y el mal, en un mundo en el que los tipos buenos no siempre ganan».

## Adaptaciones de su obra y apariciones en otros medios
Sus novelas y relatos cortos han sido adaptados a diversos medios, tales como películas, series de televisión e historietas. Según el propio escritor, sus adaptaciones favoritas son Cuenta conmigo, The Shawshank Redemption y The Mist.
Su primera aparición en el cine ocurrió en la película de su amigo George Romero's Knightriders como un miembro de la audiencia. Su primer papel destacado ocurrió en la cinta Creepshow, particularmente en el segmento "The Lonesome Death of Jordy Verrill", donde interpreta al personaje principal. Desde entonces ha realizado algunos cameos en producciones basadas en sus obras. Apareció en Pet Sematary como un sacerdote en el funeral de Gage, en Thinner como un farmacéutico, en Rose Red como un repartidor de pizza, en The Storm of the Century como un reportero, en la miniserie Apocalipsis como Teddy Wieszack, en El resplandor como un músico, en The Langoliers como Tom Holby; en Sleepwalkers como el guardián del cementerio, en Golden Years como un conductor de bus y en It Capítulo Dos como un vendedor. También se le pudo ver en la serie de comedia Chappelle's Show y, junto a la escritora Amy Tan, en el episodio "Insane Clown Poppy" de Los Simpson. Adicional a la actuación, King debutó como director en la película Maximum Overdrive, en la que también realizó un cameo como un sujeto que tiene problemas con un cajero de ATM.
El autor produjo y actuó en la serie de televisión Kingdom Hospital, basada en la miniserie Riget de Lars von Trier. También fue uno de los escritores del episodio de la quinta temporada de The X-Files "Chinga" junto con el creador de la serie Chris Carter. En 2010 realizó un cameo interpretando a un asesino llamado Bachman (en referencia a su seudónimo Richard Bachman) en la serie Sons of Anarchy.

## Plano personal

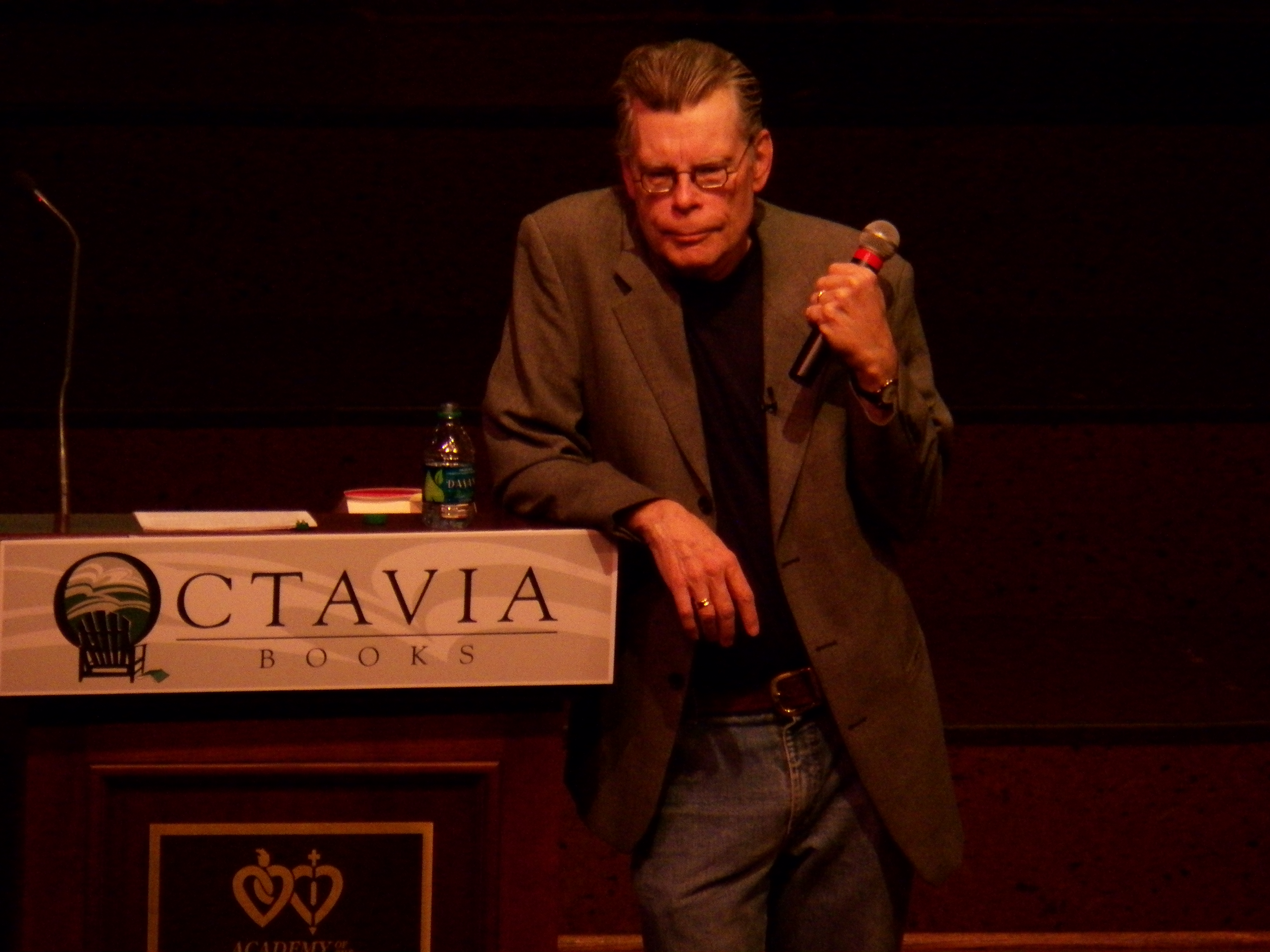
King en 2011.

El autor vive en Bangor, Maine con su esposa Tabitha Spruce, quien también es novelista. Tienen otra casa en el distrito Western Lakes de Maine. King pasa el invierno en su mansión con vista al mar ubicada en Sarasota, Florida. Recientemente construyó otra casa en Connecticut. Sus tres hijos Naomi Rachel, Joe Hill y Owen Phillip, alcanzaron la mayoría de edad y viven por su cuenta. Owen publicó en 2005 su primera colección de historias titulada We're All in This Together: A Novella and Stories, y Joe Hill es autor de 20th Century Ghosts, una serie de cuentos y de varias novelas, de las que destacan El traje del muerto y Cuernos.
King disfruta del béisbol y es fanático del equipo profesional Boston Red Sox, hecho que se puede evidenciar en gran parte de su obra, especialmente en la novela La chica que amaba a Tom Gordon, en la que hace referencias constantes al lanzador Tom Gordon. El escritor también es un apasionado de las motocicletas Harley Davidson. En el otoño de 1994 realizó una gira promocional para la novela Insomnia a bordo de su Harley, deteniéndose en varias ciudades estadounidenses para realizar promoción en librerías.
Un fanático del rock, el autor formó parte de la agrupación Rock Bottom Remainders, conformada por otros escritores y editores como Dave Barry, Ridley Pearson, Matt Groening y Amy Tan, entre otros. Ha expresado en más de una ocasión que sus bandas de rock favoritas son The Ramones y AC/DC. The Ramones aportaron la canción «Pet Sematary» para la banda sonora de la película Cementerio de animales de 1989, basada en la novela de King del mismo nombre. La banda australiana AC/DC fue la encargada de aportar la totalidad de la banda sonora de la película de 1986 Maximum Overdrive, dirigida por el propio King y basada en su relato corto Camiones.

## Estilo

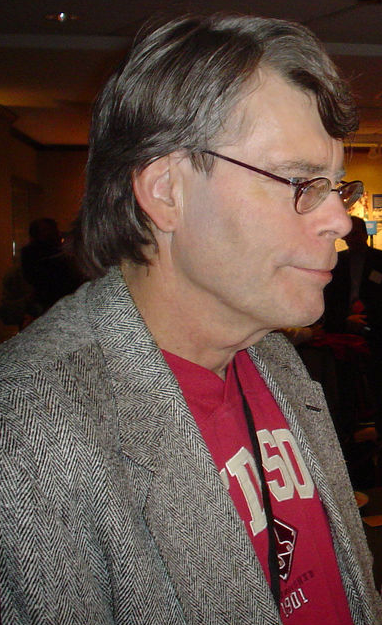
Stephen King en 2007.

En su libro Mientras escribo, King describe su estilo de escritura de gran longitud y profundidad. Cree que para las buenas historias es mejor crear una pequeña «semilla» y dejar que la historia crezca y se desenvuelva desde ahí. Generalmente empieza sus historias sin saber cómo terminarán.
Es conocido por su calidad de detalles, continuidad, y referencias internas; muchas de sus historias se ven ligadas por personajes secundarios, pueblos ficticios, o eventos de libros pasados, muy al estilo de H.P. Lovecraft.
Sus libros contienen referencias a la historia y cultura de los Estados Unidos, particularmente a la más oscura y escalofriante parte de la cultura. Las referencias están plasmadas en historias de los personajes en las cuales se explican sus temores. Algunas referencias incluyen el crimen, guerras (especialmente la guerra de Vietnam), y el racismo.
King utiliza un estilo de narración bastante informal mientras se refiere a sus fanáticos como «lectores constantes» o «amigos y vecinos». Este estilo contrasta con los oscuros temas de sus historias.
Stephen King tiene una sencilla fórmula para poder escribir bien: «Lee y escribe entre cuatro y seis horas al día. Si no encuentras el tiempo para hacerlo no podrás convertirte en un buen escritor».
Los personajes de sus libros han ido evolucionando al pasar de los años:
- Sus primeros trabajos (Carrie, El resplandor, La danza de la muerte), mostraban a familias de la clase trabajadora que debían luchar contra problemas financieros.
- A finales de los años 1980, sus trabajos presentaban personas de clase media como profesores o autores.
- A finales de los años 1990, los personajes eran pilotos de aviones, escritores o de algún otro trabajo parecido.
- A principios de los años 2000, sus escritos presentaban imágenes muy relacionadas con el accidente de automóvil que sufrió en 1999.[18]

## Visión del mundo
Las novelas de terror y suspense de King están construidas basándose en una visión constante del mundo, descrita más claramente en Insomnia, Corazones en la Atlántida y La Torre Oscura. En esta visión describe la existencia metafóricamente como una torre oscura ubicada en un paisaje de rosas rojas en el Mundo Final. En esta torre hay varios niveles con entidades en cada uno (y son los seres humanos los que habitan el nivel más bajo). Algunos son hostiles (Rey Carmesí, Randall Flagg, John Farson o Pennywise), otros benevolentes (Roland Deschain o Cloto y Láquesis, también conocidos como «los médicos calvos y bajitos»). Muchas de sus novelas toman lugar en este multiverso ficticio y algunos personajes se relacionan con hechos de otras historias.
Tras la existencia del mundo en que preside dicha torre, coexiste una fuerza vital y elemental llamada Ka. Su manifestación más común está presente en el destino que cumple cada ser del multiverso (igualmente puede referirse a un lugar particular al que uno se ve obligado a ir).
Sobre política se ha manifestado en contra de Donald Trump en repetidas ocasiones.

Fuentes confiables revelan que Donald Trump es en realidad Cthulhu. El peinado absurdo no es absurdo en absoluto. Oculta los tentáculos.
Stephen King, septiembre de 2016.

## Influencia y colaboraciones

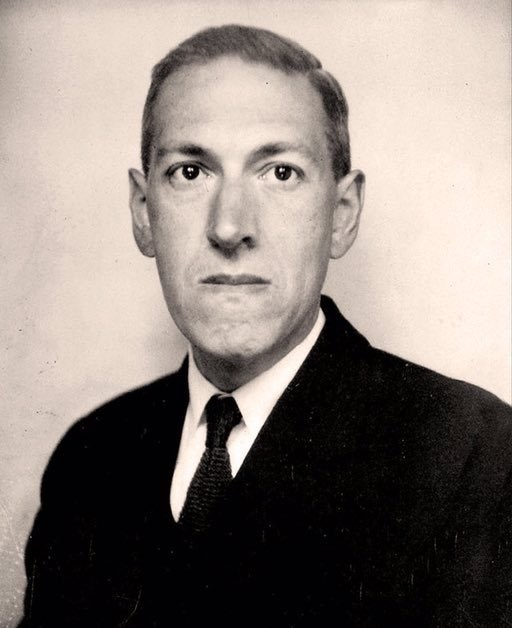
Howard Phillips Lovecraft, escritor estadounidense de terror y ciencia ficción, es una de las mayores influencias de Stephen King.

King es un gran admirador del escritor H. P. Lovecraft y ha incorporado varias de sus técnicas (como la conexión entre las historias de sus libros, la utilización de recortes de periódicos, transcripciones de prueba, otros materiales de documentación, y el uso de pueblos ficticios como Castle Rock y Derry) en sus novelas, pero se diferencia de él por su caracterización extensa, el uso de la tercera persona y no de la primera, mayor y mejor uso de un diálogo efectivo, incorporación del costumbrismo e historias con finales positivos, todos estos inexistentes en los relatos de Lovecraft.
Asimismo, se ha declarado admirador de la serie de libros de Harry Potter de la autora J. K. Rowling, a quien, según ha mencionado en reiteradas ocasiones, considera una gran escritora.
Edgar Allan Poe, uno de los padres del género de terror contemporáneo, ha tenido una gran influencia en las historias de King. Un buen ejemplo es la novela El resplandor. El texto extraído de la misma, «...y la muerte roja dominó sobre todas las demás...» (en inglés «...and the red death held sway over all...») recuerda al original, «...y la oscuridad y la decadencia y la Muerte Roja mantienen un dominio ilimitado sobre los demás...» (en inglés «...and darkness and decay and the Red Death held illimitable dominion over all...») contenido en la obra La máscara de la muerte roja de Poe. La novela de King es análoga al pequeño relato de Poe de forma bastante precisa. Los dos escritores comparten el uso de los Doppelgänger, aunque el tema está presente en la mayoría de las obras de terror y no se puede especificar a un solo autor. Además, el argumento del relato corto titulado El cadillac de Dolan (en inglés Dolan's Cadillac) es en comparación casi idéntica al relato de Poe llamado El barril de Amontillado (en inglés The Cask of Amontillado), parafraseando incluso el famoso alegato de Fortunato, «¡Por el amor de Dios, Montresor!».
King declaró su admiración por otra autora menos prolífica, Shirley Jackson. La novela El misterio de Salem's Lot empieza con una cita del libro La maldición de Hill House de Jackson. Tony, un amigo imaginario que aparece en la novela El resplandor tiene cierta relación con otro amigo imaginario, llamado también Tony, del libro Hangsaman de Jackson. Hay algunas otras similitudes entre los personajes Carrie de Carrie y Eleanor de La maldición de Hill House. King declaró que Carrie está basada en dos víctimas de abuso en la escuela que conoció. Una escena crucial de La tormenta del siglo está basada en el libro de Jackson titulado La lotería.
Otra de sus influencias es John D. MacDonald. King ha sido un gran fanático de MacDonald a lo largo de su vida y la deuda que le debe al viejo escritor parece clara. Del mismo modo que King es un maestro en el género del terror, MacDonald es bastante popular en el género criminalístico. King aprendió mucho del arte de penetrar en la mente de los personajes, utilizado por MacDonald. La manera en que ambos escritores describen a los personajes, aunque en distinto estilo, son bastante similares. King y MacDonald demuestran una gran dedicación en su trabajo y practican bastantes horas diariamente. King dedicó la novela Sun Dog a MacDonald, escribiendo la frase «Te extraño, viejo amigo».
Debido a su gran popularidad, King es comparado habitualmente con Dean Koontz y algunos admiradores desean leer un libro escrito entre los dos. Ambos escritores declararon lo imposible del proyecto, la razón principal es el hábito de King de tener personajes con una vida miserable, y Koontz tiene el de escribir finales felices para la mayoría de sus libros.
Escribió dos novelas colaborando con Peter Straub, El talismán y Casa negra. King comentó que tenían planes de escribir el tercer y último de la saga pero no se ha propuesto ninguna fecha. Escribió además el ensayo ¡Campeones mundiales al fin! con el novelista Stewart O'Nan.

## Obras

### Novelas
- 1974 - Carrie
- 1975 - El misterio de Salem's Lot (Salem's Lot)
- 1977 - El resplandor (The Shining)
- 1977 - Rabia (Rage), como Richard Bachman
- 1978 - La danza de la muerte (The Stand). En 1990 apareció una versión sin cortes y modificada: Apocalipsis (The Stand: The Complete & Uncut Edition).
- 1979 - La larga marcha (The Long Walk), como Richard Bachman
- 1979 - La zona muerta (The Dead Zone)
- 1980 - Ojos de fuego (Firestarter)
- 1981 - Carretera maldita (Roadwork), como Richard Bachman
- 1981 - Cujo
- 1982 - El fugitivo (The Running Man), como Richard Bachman
- 1982 - La Torre Oscura I: La hierba del diablo (The Gunslinger) (reeditado en 2003 como El pistolero)
- 1983 - Christine
- 1983 - Cementerio de animales (Pet Sematary)
- 1983 - El ciclo del hombre lobo (Cycle of the Werewolf)
- 1984 - El talismán (The Talisman), con Peter Straub
- 1984 - Los ojos del dragón (The Eyes of the Dragon)
- 1984 - Maleficio (Thinner), como Richard Bachman
- 1986 - Eso (It)
- 1987 - La Torre Oscura II: La invocación (The Drawing of the Three) (reeditado en 2003 como La llegada de los tres)
- 1987 - Misery
- 1987 - Los Tommyknockers (The Tommyknockers)
- 1989 - La mitad oscura (The Dark Half)
- 1991 - La Torre Oscura III: Las Tierras Baldías (The Wastelands)
- 1991 - La tienda (Needful Things)
- 1992 - El juego de Gerald (Gerald's Game)
- 1993 - Dolores Claiborne
- 1994 - Insomnia
- 1995 - El retrato de Rose Madder (Rose Madder)
- 1996 - La milla verde (The Green Mile) (Publicada originalmente en seis entregas periódicas; en España, con el título de El pasillo de la muerte)
- 1996 - Desesperación (Desperation)
- 1996 - Posesión (The Regulators), como Richard Bachman
- 1997 - La Torre Oscura IV: La bola de cristal (Wizard and Glass) (Reeditado como Mago y Cristal)
- 1998 - Un saco de huesos (Bag of bones)
- 1999 - La chica que amaba a Tom Gordon (The girl who loved Tom Gordon)
- 2001 - El cazador de sueños (Dreamcatcher)
- 2001 - Casa Negra (Black House, con Peter Straub)
- 2002 - Buick 8: un coche perverso (From a Buick 8)
- 2003 - La Torre Oscura V: lobos del Calla (Wolves of the Calla)
- 2004 - La Torre Oscura VI: Canción de Susannah (Song of Susannah)
- 2004 - La Torre Oscura VII: La Torre Oscura (The Dark Tower)
- 2005 - Colorado Kid
- 2006 - Cell
- 2006 - La historia de Lisey (Lisey Story)
- 2007 - Blaze, como Richard Bachman
- 2008 - Duma Key
- 2009 - La cúpula (Under The Dome)
- 2011 - 22/11/63
- 2012 - La Torre Oscura: el viento por la cerradura (The Wind Through the Keyhole; como parte de la serie de La Torre Oscura, es el octavo libro, pero cronológicamente se ubica entre los volúmenes cuatro y cinco)
- 2013 - Joyland
- 2013 - Doctor Sueño (Doctor Sleep)
- 2014 - Mr. Mercedes (primer libro de la trilogía de Bill Hodges)
- 2014 - Revival
- 2015 - Quien pierde paga (Finders Keepers) (segundo libro de la trilogía Bill Hodges)
- 2016 - Fin de guardia (End of Watch) (tercer libro de la trilogía de Bill Hodges)
- 2017 - La caja de botones de Gwendy (Gwendy's Button Box, con Richard Chizmar)
- 2017 - Bellas durmientes (Sleeping Beauties, con Owen King)
- 2018 - El visitante (The Outsider)
- 2018 - Elevación (Elevation)
- 2019 - El instituto (The Institute)
- 2021 - Después (Later)
- 2021 - Billy Summers
- 2022 - La última misión de Gwendy (Gwendy’s Final Task, con Richard Chizmar)
- 2022 - Cuento de hadas (Fairy Tale)
- 2023 - Holly
- 2025 - No tengas miedo (Never Flinch)[89]

### Colecciones de relatos y novelas cortas
- 1978 - El umbral de la noche (Night Shift)
- 1982 - Las cuatro estaciones (Different Seasons) (publicado en español en dos tomos: Las cuatro estaciones I y Las cuatro estaciones II)
- 1985 - Skeleton Crew (publicado en español en cuatro tomos: La niebla, La expedición, Historias fantásticas y Dos historias para no dormir. En recientes ediciones, los relatos de Dos historias para no dormir se integraron a La expedición ).
- 1990 - Las cuatro después de la medianoche (Four Past Midnight) (publicado en español en dos tomos: Las dos después de medianoche y Las cuatro después de medianoche)
- 1993 - Pesadillas y alucinaciones (Nightmares & Dreamscapes) (publicado en español en dos tomos: Pesadillas y alucinaciones I y Pesadillas y alucinaciones II)
- 1999 - Corazones en la Atlántida (Hearts in Atlantis)
- 2003 - Todo es eventual. 14 relatos oscuros (Everything´s eventual: 14 Dark Tales)
- 2008 - Después del anochecer (Just After Sunset)
- 2010 - Todo oscuro, sin estrellas (Full Dark, No Stars)
- 2015 - El bazar de los malos sueños (The Bazaar of Bad Dreams)
- 2020 - La sangre manda (If It Bleeds)
- 2024 - Si te gusta la oscuridad (You Like It Darker). Incluye el relato «Serpientes de cascabel», secuela de Cujo.

### No ficción
- 1981 - Danza macabra (Danse Macabre)
- 1988 - Nightmares in the Sky: Gargoyles and Grotesques (no editado en español)
- 2000 - Mientras escribo (On Writing)
- 2000 - Secret Windows: Essays and Fiction on the Craft of Writing (no editado en español)
- 2005 - ¡Campeones mundiales al fin!: Cómo los Medias Rojas lograron ganar la serie del 2004 (Faithful: Two Diehard Boston Red Sox Fans Chronicle the Historic 2004 Season), con Stewart O'Nan
- 2013 - Guns (ensayo, no editado en español)
- 2016 - Hearts in Suspension (colección de ensayos con otros autores, no editado en español)

### Guiones
- 1982 - Creepshow
- 1985 - Cat's Eye
- 1985 - Silver Bullet
- 1986 - Maximum Overdrive
- 1987 - Sorry, Right Number (episodio deTales from the Darkside)
- 1989 - Pet Sematary
- 1991 - Golden Years
- 1992 - Sleepwalkers
- 1994 - The Stand
- 1996 - Ghosts (coescrito con Michael Jackson)
- 1997 - El resplandor
- 1998 - Chinga (episodio de The X Files)
- 1999 - La tormenta del siglo (Storm of the century)
- 2002 - Rose Red
- 2004 - Kingdom Hospital
- 2006 - Desperation
- 2014 - Heads Will Roll (episodio de Under the Dome)
- 2014 - A Good Marriage
- 2016 - Cell (coescrito con Adam Alleca)
- 2021 - The Circle Closes (episodio de The Stand)
- 2021 - Lisey's Story

### Otros
- 1982 - Creepshow (novela gráfica, ilustrada por Bernie Wrightson)
- 2000 - La planta (novela inconclusa, publicada solo en formato electrónico)
- 2000 - Montando la bala. Relato publicado en formato electrónico y luego incorporado a la colección Todo es eventual (2002).
- 2009 - Ur. Relato publicado en formato electrónico y luego incorporado a la colección El bazar de los malos sueños (2015).
- 2009 - Stephen King goes to the movies (no editado en español). Compilación de relatos publicados antes en otras colecciones.
- 2010 - Blockade Billy. Novela corta publicada primero en edición limitada y luego incorporada a la colección El bazar de los malos sueños (2015).
- 2010 - American Vampire Vol. 1 (novela gráfica, coescrita con Scott Snyder e ilustrada por Rafael Albuquerque)
- 2012 - En la hierba alta (In the Tall Grass, relato escrito con su hijo Joe Hill)
- 2012 - Un rostro en la multitud (A Face in the Crowd, relato escrito con Stewart O'Nan)
- 2016 - Charlie the Choo-Choo (libro para niños dentro del universo de La Torre Oscura. Bajo el seudónimo de Beryl Evans e ilustrado por Ned Dameron)
- 2018 - Laurie (relato presentado como abrebocas para El visitante, publicado solo en formato electrónico)
- 2019 - Por los aires (Flight or Fright). Antología de relatos editada por Stephen King y Bev Vincent.